# 大托波利諾耶湖
53°18′59″N 77°59′34″E / 53.31639°N 77.99278°E
大托波利諾耶湖（俄语：Большое Топольное озеро），是俄羅斯的湖泊，位於該國南部，由阿爾泰邊疆區負責管轄，長13.4公里、寬8.2公里，面積76.6平方公里，集水區面積10,700平方公里，海拔高度99米，平均水深2米，最大水深2.5米。